# Mexico's Next Top Model (mùa 2)
Mexico's Next Top Model, Mùa 2 là mùa thứ hai của Mexico's Next Top Model. Chương trình được chiếu trên Sony Entertainment Television vào ngày 1 tháng 11 năm 2011.
Người chiến thắng trong cuộc thi mùa này là Tracy Reuss, 20 tuổi từ Gómez Palacio. Cô nhận được: 1 hợp đồng người mẫu và đại diện của Shock Model Management trị giá $100,000, xuất hiện trên ảnh bìa cùng 6 trang biên tập cho tạp chí Elle và 1 chiếc xe Nissan.

## Thí sinh
| Thí sinh           | Tuổi | Chiều cao               | Quê quán         | Bị loại ở | Hạng               |
| ------------------ | ---- | ----------------------- | ---------------- | --------- | ------------------ |
| Pris Zamora        | 27   | 1,73 m (5 ft 8 in)      | Los Mochis       | Tập 2     | 14                 |
| Verónica Sánchez   | 18   | 1,71 m (5 ft 7+1⁄2 in)  | Federal District | Tập 3     | 13 (dừng cuộc thi) |
| Marina Ávila       | 25   | 1,73 m (5 ft 8 in)      | León             | Tập 4     | 12                 |
| Xareni Sajarópulos | 24   | 1,75 m (5 ft 9 in)      | Federal District | Tập 5     | 11                 |
| Ana Claudia Armas  | 22   | 1,74 m (5 ft 8+1⁄2 in)  | Zamora           | Tập 6     | 10                 |
| Quetzalli Bulnes   | 23   | 1,70 m (5 ft 7 in)      | Federal District | Tập 7     | 9                  |
| Erika Coronel      | 21   | 1,76 m (5 ft 9+1⁄2 in)  | Cuernavaca       | Tập 8     | 8–7                |
| Grecia Vargas      | 20   | 1,82 m (5 ft 11+1⁄2 in) | Tepic            | Tập 8     | 8–7                |
| Melina Laporta     | 20   | 1,74 m (5 ft 8+1⁄2 in)  | Cozumel          | Tập 9     | 6                  |
| Lee Velázquez      | 24   | 1,73 m (5 ft 8 in)      | Hermosillo       | Tập 10    | 5                  |
| Fer Herrera        | 20   | 1,78 m (5 ft 10 in)     | Chihuahua City   | Tập 11    | 4                  |
| Yael Álvarez       | 25   | 1,73 m (5 ft 8 in)      | Federal District | Tập 13    | 3                  |
| Nikoll Vogas       | 20   | 1,72 m (5 ft 7+1⁄2 in)  | Guadalajara      | Tập 13    | 2                  |
| Tracy Reuss        | 20   | 1,73 m (5 ft 8 in)      | Gómez Palacio    | Tập 13    | 1                  |

## Thứ tự gọi tên
| Thứ tự | Tập       | Tập       | Tập       | Tập       | Tập       | Tập       | Tập       | Tập          | Tập    | Tập    | Tập    | Tập    | Tập    |
| Thứ tự | 1         | 2         | 3         | 4         | 5         | 6         | 7         | 8            | 9      | 10     | 11     | 13     | 13     |
| ------ | --------- | --------- | --------- | --------- | --------- | --------- | --------- | ------------ | ------ | ------ | ------ | ------ | ------ |
| 1      | Lee       | Tracy     | Melina    | Nikoll    | Yael      | Lee       | Fer       | Tracy        | Yael   | Tracy  | Nikoll | Nikoll | Tracy  |
| 2      | Tracy     | Erika     | Lee       | Yael      | Lee       | Erika     | Grecia    | Melina       | Nikoll | Fer    | Tracy  | Tracy  | Nikoll |
| 3      | Erika     | Lee       | Nikoll    | Fer       | Melina    | Grecia    | Nikoll    | Nikoll       | Tracy  | Yael   | Yael   | Yael   |        |
| 4      | Grecia    | Nikoll    | Tracy     | Erika     | Grecia    | Fer       | Lee       | Yael         | Fer    | Nikoll | Fer    |        |        |
| 5      | Nikoll    | Verónica  | Verónica  | Lee       | Quetzalli | Quetzalli | Melina    | Lee          | Lee    | Lee    |        |        |        |
| 6      | Fer       | Grecia    | Erika     | Ana       | Nikoll    | Yael      | Erika     | Fer          | Melina |        |        |        |        |
| 7      | Pris      | Quetzalli | Marina    | Quetzalli | Erika     | Tracy     | Yael      | Erika Grecia |        |        |        |        |        |
| 8      | Yael      | Marina    | Grecia    | Melina    | Fer       | Nikoll    | Tracy     | Erika Grecia |        |        |        |        |        |
| 9      | Verónica  | Fer       | Quetzalli | Tracy     | Ana       | Melina    | Quetzalli |              |        |        |        |        |        |
| 10     | Melina    | Xareni    | Fer       | Xareni    | Tracy     | Ana       |           |              |        |        |        |        |        |
| 11     | Marina    | Ana       | Yael      | Grecia    | Xareni    |           |           |              |        |        |        |        |        |
| 12     | Xareni    | Yael      | Xareni    | Marina    |           |           |           |              |        |        |        |        |        |
| 13     | Ana       | Melina    | Ana       |           |           |           |           |              |        |        |        |        |        |
| 14     | Quetzalli | Pris      |           |           |           |           |           |              |        |        |        |        |        |

     Thí sinh bị loại
     Thí sinh dừng cuộc thi
     Thí sinh ban đầu bị loại nhưng được cứu
     Thí sinh chiến thắng cuộc thi
- Tập 1 là tập casting, nhóm 20 thí sinh bán kết đã giảm xuống còn 14 thí sinh chung cuộc.
- Trong tập 3, Verónica dừng cuộc thi đã tự động cứu Ana khỏi bị loại.
- Trong tập 8, Erika và Grecia đều bị loại trong khi ở cuối bảng.
- Tập 12 là tập ghi lại khoảnh khắc từ đầu cuộc thi

### Buổi chụp hình
- Tập 1: Tạo dáng trong đồ trắng với 1 phụ kiện (casting)
- Tập 2: Áo tắm bên trong hộp sáng
- Tập 3: Những chú bướm nở ra từ kén
- Tập 4: Khỏa thân
- Tập 5: Thời trang tương lai
- Tập 6: Chuyện tình quyến rũ với người mẫu nam
- Tập 7: Những rắc rối trong ngành người mẫu
- Tập 8: Tạo dáng dưới nước
- Tập 9: Quảng cáo cho Sedal Co-Creations
- Tập 10: Haute Couture theo phong cách cổ điển
- Tập 11: Người Di-gan trên con tàu bỏ hoang
- Tập 12: Ảnh bìa tạp chí Elle; Quảng cáo cho Sedal Co-Creations

### Diện mạo mới
- Ana: Nhuộm màu nâu sáng
- Erica: Nhuộm màu sáng hơn và thêm mái ngố
- Fer: Cắt ngắn 1 khúc, cắt tầng và thêm mái ngố
- Grecia: Cắt ngắn 1 khúc, nhuộm màu sáng hơn và để kiểu vẫy sóng
- Lee: Cắt ngắn 2 bên tóc
- Marina: Tóc tém
- Melina: Cắt ngắn tới vai và thêm highlight vàng
- Nikoll: Cắt ngắn tới ngực và nhuộm đỏ
- Quetzalli: Cắt mái xéo và nhuộm vàng
- Tracy: Cắt ngắn 1 khúc và nhuộm màu sáng hơn
- Veronica: Tóc bob
- Xareni: Nhuộm màu sáng hơn
- Yael: Nối tóc nâu dài